# Rhamdia macuspanensis
Rhamdia macuspanensis är en fiskart som beskrevs av Weber och Wilkens, 1998. Rhamdia macuspanensis ingår i släktet Rhamdia och familjen Heptapteridae. Inga underarter finns listade i Catalogue of Life.